# Gigantodax antarticus
Gigantodax antarticus är en tvåvingeart som först beskrevs av Jacques-Marie-Frangile Bigot 1888.  Gigantodax antarticus ingår i släktet Gigantodax och familjen knott. Inga underarter finns listade i Catalogue of Life.